# Zgornje Negonje
Zgornje Negonje je naselje v Občini Rogaška Slatina.